# Muriel Hees
Pour les articles homonymes, voir Hees (homonymie).
 (septembre 2009).
Si vous disposez d'ouvrages ou d'articles de référence ou si vous connaissez des sites web de qualité traitant du thème abordé ici, merci de compléter l'article en donnant les références utiles à sa vérifiabilité et en les liant à la section « Notes et références ».
Muriel Hees, née le 5 novembre 1947, est une journaliste et animatrice de télévision et de radio puis éditrice française.

## Biographie
Elle obtient en 1971 une maîtrise de lettres modernes à l'Université de Nanterre. Son sujet de mémoire portait sur « Les rapports amour/mort chez Georges Bataille ».
De 1976 à 1987, elle est animatrice et productrice sur France Inter. En 1979, elle devient parallèlement animatrice sur la chaîne de télévision TF1. Elle présente la météo des week-ends et est responsable de la chronique de consommation Infoprix, avant d'apparaître aux côtés de Jacques Martin dans l'émission Incroyable mais vrai ! (1980-1983).
Elle rejoint ensuite La Cinq, où elle présente de 1987 à 1989 Le Grand débat politique de La 5. Elle y présente également des chroniques dans le journal de 12h45 de Jean-Claude Bourret de 1987 à 1991, puis dans les journaux télévisés du week-end toujours présentés par Jean-Claude Bourret de 1991 à 1992.
À la fermeture de la chaîne en 1992, elle revient à la radio, d'abord sur RMC, en 1993, puis sur France Inter, pour présenter avec Louis Bozon Le Réveil Inter, la matinale de la station le week-end.
Elle a également été productrice des émissions C dans l'air et Ce soir (ou jamais !).
À partir de 2005, elle est directrice des programmes d'Europe 1. Elle est licenciée par la station à l'été 2009, sans lien officiel avec la nomination de son ex-époux à la présidence de Radio France deux mois plus tôt.
Depuis 2009, elle est éditrice (directrice éditoriale des documents) chez Jean-Claude Lattès.

### Vie privée
Muriel Hees a été l'épouse du journaliste et animateur Jean-Luc Hees. [précision nécessaire]